# توبي هيمنيواي
توبي هيمنيواي (بالإنجليزية: Toby Hemenway)‏ هو عالم بيئة وكاتب أمريكي، ولد في 23 أبريل 1952، وتوفي في 20 ديسمبر 2016.